# Шоменешть
Шоменешть, Шоменешті (рум. Șomănești) — село у повіті Горж в Румунії. Входить до складу комуни Телешть.
Село розташоване на відстані 242 км на захід від Бухареста, 15 км на південний захід від Тиргу-Жіу, 89 км на північний захід від Крайови.

## Населення
За даними перепису населення 2002 року у селі проживали 747 осіб, усі — румуни. Усі жителі села рідною мовою назвали румунську.